# Степановська сільська рада (Аургазинський район)
Степа́новська сільська рада (рос. Степановский сельский совет) — муніципальне утворення у складі Аургазинського району Башкортостану, Росія. Адміністративний центр — село Степановка.

## Населення
Населення — 781 особа (2019, 922 в 2010, 1062 в 2002).

## Склад
До складу поселення входять такі населені пункти:
| Населений пункт         | Населення, осіб (2002) | Населення, осіб (2010) |
| ----------------------- | ---------------------- | ---------------------- |
| Александровка, присілок | 191                    | 179                    |
| Добровольне, присілок   | 78                     | 64                     |
| Мар'яновка, присілок    | 169                    | 227                    |
| Назмутдіново, присілок  | 63                     | 54                     |
| Степановка, село        | 542                    | 381                    |
| Терешковка, присілок    | 19                     | 17                     |